# Amyotrophie
 Mise en garde médicale
Le terme amyotrophie ou myatrophie désigne, en sémiologie neurologique, un signe clinique consistant en une atrophie musculaire,. Cette atrophie concerne les muscles striés squelettiques mis en jeu volontairement. Selon le caractère diffus ou localisé de l'amyotrophie et selon la répartition des muscles concernés, le diagnostic de la maladie responsable peut être fait par le clinicien.
L'amyotrophie, à proprement parler, résulte d'une dénervation (c'est-à-dire de la perte de l'innervation motrice) du muscle et ne doit donc pas être confondue avec la perte de la masse musculaire observée dans la sarcopénie ou d'autres myopathies cataboliques, ni avec l'atrophie musculaire qui accompagne certaines myopathies de type dystrophique.
L'étymologie du terme peut de décomposer ainsi : A-privatif, -Myo du grec ancien μυός, muós (relatif au muscle) et Trophie du grec τροφή trophê (nourriture, croissance).

## Situations cliniques comportant une amyotrophie
- L'amyotrophie névralgique de l'épaule ou syndrome de Parsonage-Turner, comporte  une douleur et une faiblesse musculaire des muscles l'épaule. Il s'agit d'une plexopathie inflammatoire aiguë du plexus brachial de cause inconnue.
- La poliomyélite laisse comme séquelle une amyotrophie du ou des membres ayant été paralysés.
- La sclérose latérale amyotrophique (ou maladie de Charcot).
- Les amyotrophies spinales proximales (ASP)[3].
- La polyneuropathie comporte une amyotrophie distale des membres[3].
- La neuropathie ulnaire comporte une amyotrophie des muscles interosseux de la main.
- Un syndrome neurogène périphérique.

## Pour approfondir